# خلنج سميث
خلنج سميث (بالإنجليزية: Erica Smyth)‏ هي جيولوجية أسترالية، ولدت في 25 مارس 1952 في جيرالدتون في أستراليا.